# Jorge Basadre Grohmann

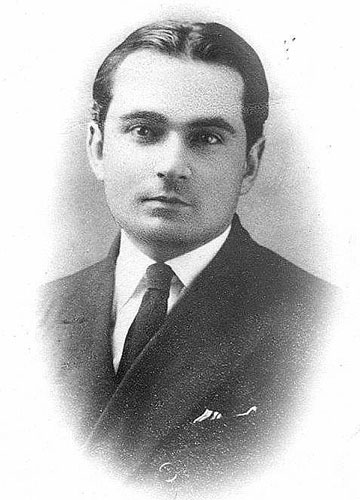
Jorge Basadre Grohmann (ca. 1924)

Jorge Basadre Grohmann (* 12. Februar 1903 in Tacna, Chile; † 29. Juni 1980 in Lima, Peru) war ein peruanischer Historiker.

## Leben
Jorge Basadre wurde 1903 in Tacna als siebtes und letztes Kind der Eheleute Carlos Basadre Forero und Olga Grohmann Butler y Pividal geboren. Er begann seine Ausbildung 1908 am Lyzeum Saint Rose in Tacna. 1912 zog die Familie nach Lima. Basadre besuchte dort die Deutsche Schule und 1918 das Colegio Nacional Nuestra Señora de Guadalupe.
1919 nahm er das Studium der Geschichtswissenschaft an der Universidad Nacional Mayor de San Marcos in Lima auf. 1928 wurde er mit der Dissertation Contribución al estudio de la revolución social y política del Perú durante la República promoviert. Mit einer rechtsgeschichtlichen Dissertation wurde er 1935 zudem zum Dr. iur. promoviert. 1925 und 1926 war er Mitglied der peruanischen Delegation bei den Verhandlungen mit Chile, die 1929 schließlich den Tacna-Arica-Kompromiss ermöglichten.
Basadre war zweimal peruanischer Minister für Bildung und stand als Direktor der peruanischen Nationalbibliothek (Biblioteca Nacional del Perú) vor.

## Werk
Basadre erschloss für alle seine Bücher zunächst die einschlägigen Aktenbestände in den Archiven. Bekannt wurde er für seine umfangreichen, quellengesättigten Publikationen über die Geschichte Perus im 19. Jahrhundert und in der ersten Hälfte des 20. Jahrhunderts, vor allem für seine große Historia de la República del Perú 1822–1933. Von den sechs zu seinen Lebzeiten erschienenen, von ihm stets erweiterten und überarbeiteten Ausgaben war sechste die umfassendste. Sie erschien in acht Teilen, gemäß den Epochen, in die Basadre die Geschichte Perus seit der Unabhängigkeit gliederte, und 17 Bänden.

## Ehrungen
- 1958: Großkreuz des Verdienstordens der Bundesrepublik Deutschland
- 1965: Palmas Magisteriales (mit dem Titel eines Amauta)
- 1975: Premio Nacional de Cultura des peruanischen Ministeriums für die Kultur
- 1977: Premio Rafael Heliodoro Valle der Universidad Nacional Autónoma de México (UNAM)

Jorge Basadre Grohmann ist auf der 100-Sol-Banknote abgebildet, sowohl auf der ersten Serie von 1991, als auch auf der zweiten Serie von 2011.

## Schriften (Auszug)
- Contribución al estudio de la revolución social y política del Perú durante la República (1928)
- La multitud, la ciudad y el campo en la historia del Perú (1929)
- La iniciación de la República (2 Bände, 1929–1930)
- Perú: problema y posibilidad (1931)
- Las fuentes de la historia del Derecho peruano (1935)
- Meditaciones sobre el destino histórico del Perú (1947)
- Los fundamentos de la historia del Derecho (1956)
- Historia de la República del Perú 1822–1933, sechste Auflage (1962–1965)
  - Primer periodo: La época fundacional de la república (1822–1842)
  - Segundo periodo: La falaz prosperidad del guano (1842–1866)
  - Tercer periodo: La crisis económica y hacendaria anterior a la guerra con Chile (1864–1878)
  - Cuarto periodo: La guerra con Chile (1879–1883)
  - Quinto periodo: El comienzo de la Reconstrucción (1884–1895)
  - Sexto periodo: La república aristocrática (1895–1918)
  - Séptimo periodo: El oncenio (1919–1930)
  - Octavo periodo: El comienzo de la irrupción de las masas organizadas en la política (1930–1933)
- Introducción a las bases documentales para la historia de la República del Perú (2 Bände, 1971)
- El azar en la historia y sus límites (1973). Eine starke Resonanz in Peru fand insbesondere der Anhang dieses Buches: La serie de probabilidades dentro de la emancipación peruana.
- La vida y la historia (1975, 2., erweiterte Aufl. 1981, eine Rückschau auf Personen, denen er begegnete, Orte, die ihn prägten, Themen, die ihn beschäftigten, und Erinnerungen an seine Kindheit und Jugend in Tacna)
- Apertura (1978, ausgewählte Aufsätze zu historischen, politischen und kulturgeschichtlichen Themen, herausgegeben von Patricio Ricketts)
- Elecciones y centralismo en el Perú. Apuntes para un esquema histórico (1980).
- Sultanismo, corrupción y dependencia en el Perú republicano (1981, posthum erschienen)